# 隊長 (足球)

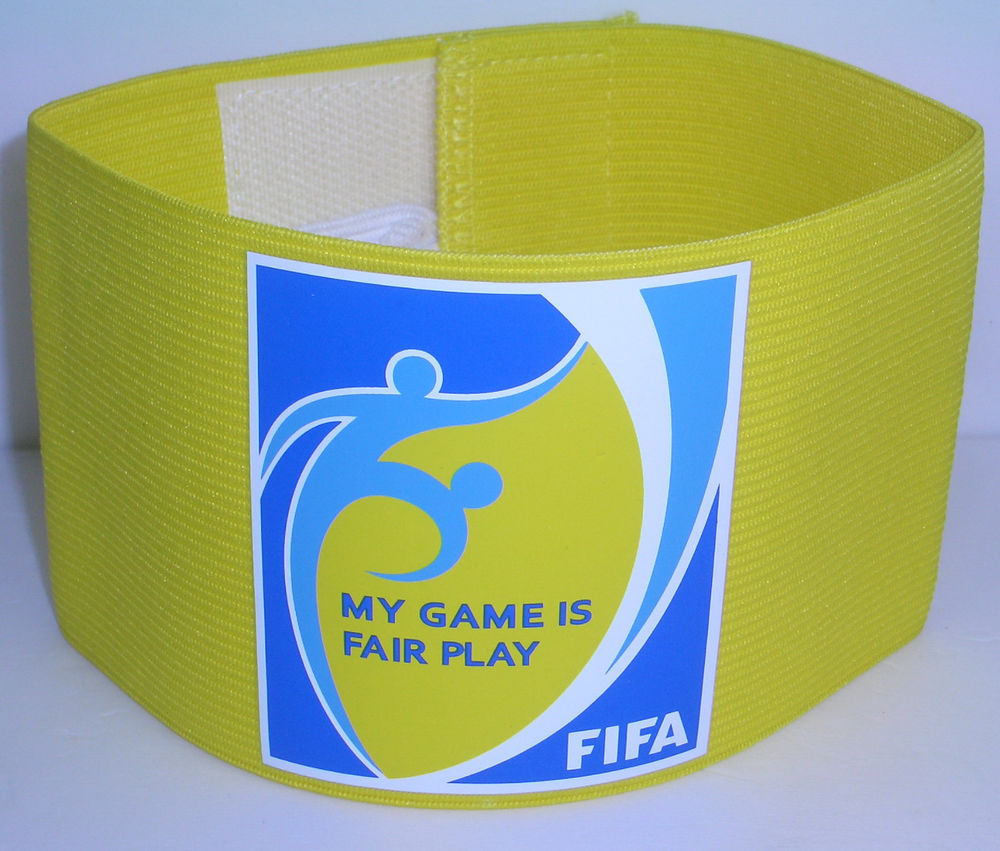
FIFA 隊長臂章

隊長（英文：Captain，又稱Skipper）是足球運動中一位被委任作為球場上球隊領袖的球員。隊長通常由陣中經驗豐富的球員擔任。在比賽中，隊長會佩帶隊長臂章作賽以資識別。
根據足球比賽規則規定，隊長的職責為在賽前及互射前參與掷硬币（以此確定比賽哪一方開球）。隊長並無權力挑戰的判決，但球證不時會對球隊隊長講述球隊的紀律問題。
在職業球會中，隊長的任期通常為一個球季，但如果隊長某一場比賽不在陣中，則副隊長會代替隊長作賽。

## FIFA世界盃冠軍球隊隊長
- 1930 - （José Nasazzi，烏拉圭）
- 1934 - 詹皮耶羅·孔比（Gianpiero Combi，意大利）
- 1938 - （Giuseppe Meazza，意大利）
- 1950 - （Obdulio Varela，烏拉圭）
- 1954 - （Fritz Walter，西德）
- 1958 - （Hilderaldo Bellini，巴西）
- 1962 -  （Mauro Ramos，巴西）
- 1966 - （Bobby Moore，英格蘭）
- 1970 - （Carlos Alberto，巴西）
- 1974 - （Franz Beckenbauer，西德）
- 1978 - （Daniel Passarella，阿根廷）
- 1982 - （Dino Zoff，意大利）
- 1986 - （Diego Maradona，阿根廷）
- 1990 - （Lothar Matthäus，西德）
- 1994 - 鄧加（Dunga，巴西）
- 1998 - （Didier Deschamps，法國）
- 2002 - （Cafu，巴西）
- 2006 - （Fabio Cannavaro，意大利）
- 2010 - （Iker Casillas，西班牙）
- 2014 - （Philipp Lahm，德国）
- 2018 - （Hugo Lloris，法國）
- 2022 - （Lionel Messi，阿根廷）